# Sillyon
Sillyon (en grec Σίλλυον, ou parfois Σύλλειον Sylleion ; durant l'époque byzantine Συλλαῖον Syllaeum ou Syllaion) était une importante forteresse et ville près d'Attaleia en Pamphylie, sur la côte sud de la Turquie moderne. La forme native greco-pamphylienne était Selyniys, peut-être dérivé du hittite Sallawassi. Son nom moderne turc Yanköy Hisarı ou Asar Köy.